# Tennistavolo ai I Giochi europei
Le gare di tennistavolo ai I Giochi europei sono state disputate a Baku dal 13 al 19 giugno 2015.

## Podi
| Evento              | Oro                                                   | Argento                                               | Bronzo                                                    |
| Singolare maschile  | Dimitrij Ovtcharov                                    | Vladimir Samsonov                                     | Kou Lei                                                   |
| Singolare femminile | Li Jiao                                               | Li Jie                                                | Hu Melek                                                  |
| A squadre maschile  | Portogallo Tiago Apolónia Marcos Freitas João Geraldo | Francia Adrien Mattenet Simon Gauzy Emmanuel Lebesson | Austria Daniel Habesohn Robert Gardos Stefan Fegerl       |
| A squadre femminile | Germania Han Ying Shan Xiaona Petrissa Solja          | Paesi Bassi Li Jiao Li Jie Britt Eerland              | Rep. Ceca Iveta Vacenovská Renáta Štrbíková Hana Matelová |